# 李朝儀
李朝仪（？—1881年），字藻洲，贵州贵筑县（今属贵阳市）人。清朝政治人物。

## 生平
道光二十五年（1845年）乙巳恩科进士，即用直隶知县，历任平谷、三河、大兴等县。咸丰三年（1853年）后历升南路厅同知、东路厅同知，又升顺德、广平、大名等府知府。第二次鸦片战争期间，随科尔沁亲王僧格林沁在宁河、营城、大沽等地修筑炮台，抵御侵略。同治八年（1869年），升永定河道，任内整顿河防，成绩卓著。
光绪五年（1879年）升山东盐运使，署按察使。同年改任顺天府尹，光绪七年（1881年）卒于任内。永定河沿岸八县士绅奏请于固安县城内建立专祠祭祀。民国《固安县志》有传。

## 延伸阅读
[在维基数据编辑]
 《清史稿·卷451》，出自趙爾巽《清史稿》